# Le Gros-Theil
Le Gros-Theil és un municipi francès situat al departament de l'Eure i a la regió de Normandia. L'any 2007 tenia 899 habitants.

## Demografia

### Població
El 2007 la població de fet de Le Gros-Theil era de 899 persones. Hi havia 339 famílies, de les quals 58 eren unipersonals (23 homes vivint sols i 35 dones vivint soles), 127 parelles sense fills, 131 parelles amb fills i 23 famílies monoparentals amb fills.
La població ha evolucionat segons el següent gràfic:
Habitants censats

### Habitatges
El 2007 hi havia 377 habitatges, 345 eren l'habitatge principal de la família, 11 eren segones residències i 21 estaven desocupats. 372 eren cases i 5 eren apartaments. Dels 345 habitatges principals, 305 estaven ocupats pels seus propietaris, 34 estaven llogats i ocupats pels llogaters i 6 estaven cedits a títol gratuït; 1 tenia una cambra, 9 en tenien dues, 24 en tenien tres, 84 en tenien quatre i 227 en tenien cinc o més. 288 habitatges disposaven pel capbaix d'una plaça de pàrquing. A 115 habitatges hi havia un automòbil i a 203 n'hi havia dos o més.

### Piràmide de població
La piràmide de població per edats i sexe el 2009 era:
| Homes | Edats   | Dones |
| ----- | ------- | ----- |
| 0     | 95 o +  | 4     |
| 0     | 90 a 94 | 4     |
| 4     | 85 a 89 | 0     |
| 0     | 80 a 84 | 8     |
| 8     | 75 a 79 | 20    |
| 16    | 70 a 74 | 12    |
| 12    | 65 a 69 | 24    |
| 28    | 60 a 64 | 12    |
| 24    | 55 a 59 | 24    |
| 28    | 50 a 54 | 12    |
| 32    | 45 a 49 | 40    |
| 48    | 40 a 44 | 36    |
| 32    | 35 a 39 | 40    |
| 36    | 30 a 34 | 32    |
| 24    | 25 a 29 | 20    |
| 12    | 20 a 24 | 12    |
| 40    | 15 a 19 | 36    |
| 44    | 10 a 14 | 12    |
| 40    | 5 a 9   | 24    |
| 24    | 0 a 4   | 28    |

## Economia
El 2007 la població en edat de treballar era de 582 persones, 427 eren actives i 155 eren inactives. De les 427 persones actives 398 estaven ocupades (220 homes i 178 dones) i 29 estaven aturades (14 homes i 15 dones). De les 155 persones inactives 76 estaven jubilades, 30 estaven estudiant i 49 estaven classificades com a «altres inactius».

### Ingressos
El 2009 a Le Gros-Theil hi havia 358 unitats fiscals que integraven 928 persones, la mediana anual d'ingressos fiscals per persona era de 19.589 €.

### Activitats econòmiques
Dels 32 establiments que hi havia el 2007, 3 eren d'empreses alimentàries, 7 d'empreses de construcció, 6 d'empreses de comerç i reparació d'automòbils, 4 d'empreses de transport, 6 d'empreses d'hostatgeria i restauració, 1 d'una empresa d'informació i comunicació, 1 d'una empresa financera, 1 d'una empresa immobiliària, 2 d'empreses de serveis i 1 d'una empresa classificada com a «altres activitats de serveis».
Dels 13 establiments de servei als particulars que hi havia el 2009, 1 era una oficina de correu, 2 tallers de reparació d'automòbils i de material agrícola, 2 guixaires pintors, 2 fusteries, 2 lampisteries, 1 electricista, 1 perruqueria i 2 restaurants.
Dels 4 establiments comercials que hi havia el 2009, 1 era una botiga de menys de 120 m², 1 una fleca, 1 una sabateria i 1 una joieria.
L'any 2000 a Le Gros-Theil hi havia 24 explotacions agrícoles que ocupaven un total de 852 hectàrees.

## Equipaments sanitaris i escolars
El 2009 hi havia una escola elemental.

## Poblacions més properes
El següent diagrama mostra les poblacions més properes.